# 石川寛門
石川 寛門（いしかわ ひろと、1958年2月6日 - ）は、日本のシンガーソングライター、作曲家。本名および旧芸名は石川勘爾（いしかわかんじ）。島根県出身。

## 来歴
1980年代は石川Kanjiとして作曲活動及び歌手活動を開始。その後、音楽プロデューサーの月光恵亮のパブリックイメージに作曲家・プロデューサーとして参加。同時に現在の芸名である石川寛門と改める。特に、90年代においては「ゆずれない願い」をミリオンセラーとして、infix「100万光年の彼方」、松田樹利亜「だまってないで」などをヒットさせた。2008年には「タントさんの不思議なレストラン」でオペレッタに楽曲提供し、文化庁の児童文化賞を受賞。現在は専門学校ミューズ音楽院提携スクールで「ミューズ少年少女合唱団」の講師を務めている。

## 楽曲提供
- 浅井ひろみ「White Snow」
- infix「100万光年の彼方（作詞：田村直美）」
- 緒方恵美「傷つかない愛はいらない（田村直美と共同）」
- 織田裕二「もう一度笑ってくれないか（作詞・作曲）」
- KaNNa「空よりも淡いブルー（田村直美と共同）」
- 川越美和「わたしだけのエースナンバー」「Everyday Gold（作詞：森浩美）」
- 河原あや「クリスタル・アイズ（作詞・作曲）」
- クミコ「まち（作詞：宮本亜門）」「自由の扉（作詞：みかみ麗緒）」「ごめんこうむります（作詞：宮本亜門）」
- 郷ひろみ「ごめんねって言いたかった（作詞：松井五郎）」
- ココ&ラミー「Do you remember（作詞：古賀勝哉、作曲・編曲）」
- 児島未散「Falling Rain」「気が付かないでいて（作詞：田村直美）」「夏の日の言い訳（作詞：朝野深雪）」「そばにいられたなら」「100の言葉で飾るよりも」「風と街と二人（作詞：朝野深雪）」
- 佐賀優喜「I WANT OUT（作詞・作曲）」
- 流石乃佐助「我らが阪神タイガース（作詞：桂きん太郎）」
- 佐月亜衣「悲しまないで（作詞：森浩美）」「Jewel（作詞：只野菜摘）」
- 真矢「How Come?（作詞：秋元康）」
- 高橋克典「WITH LOVE（作詞：田村直美）」
- 鷹橋敏輝「遠い夢（共同）」
- 玉木宏「10.嘘〜Pairs〜 （作詞：市川喜康）」
- 田村直美（全て共同作曲）「自由の橋」「あきらめられない夢に」「永遠の一秒」「ゆずれない願い」「Us 〜空と大地の間で〜」「光と影を抱きしめたまま」「Angel Breath」　他多数
- 中江有里「優しい贈り物」「悲しい顔」
- PATA「Shine on me（作詞：田村直美）」
- 林原めぐみ「9月の扉」「がんばって!」「Sunday Afternoon」「夢飛行」
- 速水けんたろう「輝け!未来へ 〜Hit & Run〜（作曲は速水けんたろうと共作、編曲も兼任）」「Kids Return（作詞・作曲・編曲）」
- BEREEVE「とどかないこの想いを」「君から目を離せない（安藤高弘と共同）」
- 広田恵「粉雪みたいにあなたが積もって」「ひまわり」「心に火を点けて（以上、作詞・作曲）」
- 細坪基佳「交差点」「普通の日々」「君とぼくとあの夏（以上、作詞：田口俊）」
- 堀川りょう「神様がくれた日曜日（作詞：古賀勝哉）」
- 増田未亜「心のBirthday（作詞：佐藤ありす）」
- 松崎しげる「君と始めるSHOW TIME」
- 松田樹利亜「本日快晴」「生まれたままの輝きみたい（作詞：田村直美）」「I WANT YOU（田村直美と共同）」「PASSION（月光恵亮と共同）」
- マルシア「微笑みが傷い」
- 森下玲可「傷つけてPrecious Love」
- 吉田匠「太陽も君もこの街も（作詞：室井美樹）」「もう誰もこんなふうに愛せはしない（作詞：室井美樹）」
- 米倉利紀「いつでも君に逢うだけで（作詞：松井五郎）」
- 米屋純「夢のいる場所（作詞：許瑛子）」
- 和久井映見「どこにいてもだれにいても」「結婚しないでね（以上、作詞：康珍化）」「恋（作詞：白峰美津子）」

## ディスコグラフィー

### シングル
1. WITH YOU（1991年8月21日、石川Kanji名義）
2. Innocent in my life（1996年6月10日）
3. The day after day（1997年2月10日）
4. Pain（1997年11月15日）

### アルバム
1. Unknown things（1997年12月15日）